# 가미카쓰정
가미카쓰정(일본어: 上勝町)은 일본 도쿠시마현 중부에 있는 가쓰우라군의 정이다.

## 지리
일본 시코쿠 도쿠시마현에 있는 정이다. 가쓰우라강 상류의 산악 지대에 위치한다. 일부는 주부 산케이 현립 자연 공원의 경계 안에 있다.

## 역사
도쿠시마현 전역과 마찬가지로 가미카쓰 지역은 고대 아와국의 일부였다. 에도 시대에 이 지역은 하치스카 가문이 도쿠시마성에서 지배한 도쿠시마번의 영토의 일부였다.
- 1889년 10월 1일 - 도쿠시마현 가쓰우라군 다카호코촌과 후쿠하라촌이 성립하였다.
- 1955년 7월 20일 - 가쓰우라군 다카호코촌, 후쿠하라촌이 합병해 성립하였다.

## 경제
농업이 주력이고 마을은 쌀 테라스들로 유명하다.
가미카쓰는 "폐기물 제로" 마을이며, 모든 생활 폐기물은 45개의 다른 범주로 구분되어 가미카츠 제로 폐기물 센터로 재활용된다. 2008년 한 여론조사에서 40%의 주민이 여전히 세탁물을 의무적으로 세탁해야 하는 정책 양상에 대해 불만족스러워하는 것으로 나타났다. 그러나 소각로를 구입하는 것보다 저렴하고 환경 친화적이기 때문에 해당 정책을 계속하고 있다. 래플러 기사에 따르면 이 마을은 폐기물의 약 80%를 재활용하는데, 나머지 일본은 20%를 재활용하는데 비해 미국은 9%, 필리핀은 5% 미만으로 여전히 상대적으로 높다. 2020년까지 완전히 제로 웨이스트가 되는 목표를 세웠다.

## 교육
공립 초등학교와 공립 중학교를 운영하고 있다. 고등학교는 없다.